# HD 5408
HD 5408，又名BD+59 146，SAO 11484、HR 266，是一颗恒星，视星等为5.55，位于銀經123.59，銀緯-2.5，其B1900.0坐标为赤經0h 50m 45.2s，赤緯+59° -2.5′ 17″。